# Gatswokwire
Gatswokwire (även Rakshuatlaketl) är en hjälte i de nordamerikanska Wiyotindianernas mytologi. Han har likheter med andra algonkinhjältar som Wabanakiindiandernas Gluskap, Anishinabeindianernas Nanaboozhoo och Creeindianernas Whiskeyjack. Många hjältemyter berättas i de östra algonkinområdena där bara namnet på hjälten skiljer dem åt.